# Jacek Czaja
Jacek Andrzej Czaja (ur. 23 lipca 1963 w Lublinie) – polski prawnik, sędzia, w latach 2007–2011 podsekretarz stanu w Ministerstwie Sprawiedliwości.

## Życiorys
W 1988 ukończył studia prawnicze na Wydziale Prawa i Administracji Uniwersytetu Marii Curie-Skłodowskiej w Lublinie. W 1990 zdał egzamin sędziowski po ukończeniu aplikacji w lubelskim Sądzie Wojewódzkim. Orzekał (początkowo jako asesor) w Sądzie Rejonowym w Puławach, w latach 1993–1999 był sędzią Sądu Rejonowego w Lublinie, następnie do 2003 sędzią Sądu Okręgowego w tym mieście, orzekając w sprawach cywilnych. Od 1 października 2002 do 31 grudnia 2002 był delegowany do Naczelnego Sądu Administracyjnego – Ośrodka Zamiejscowego w Lublinie.
W 2003 został sędzią Wojewódzkiego Sądu Administracyjnego w Lublinie, pełnił funkcję rzecznika prasowego, kierował też wydziałem informacji sądowej. Udzielał się jako ekspert m.in. Międzynarodowego Instytutu Rozwoju Prawa w Rzymie, współtworzył Towarzystwo Prawnicze w Lublinie.
W listopadzie 2007 został powołany na stanowisko podsekretarza stanu w Ministerstwie Sprawiedliwości. W marcu 2011 odwołano go z tej funkcji w związku z delegacją do Naczelnego Sądu Administracyjnego, po czym w 2013 wrócił do orzekania w WSA w Lublinie.